# Acacia dyeri
Acacia dyeri är en ärtväxtart som beskrevs av P.P.Sw. och Coates Palgr. Acacia dyeri ingår i släktet akacior, och familjen ärtväxter. Inga underarter finns listade i Catalogue of Life.